# マウントレーニア (飲料)
マウントレーニア（Mt.RAINIER）は、森永乳業が販売するチルドカップ飲料ブランド。コーヒーや、フルーツオレなどの乳飲料を主なラインナップとする。

## 概要
ブランド名はアメリカ合衆国のシアトルにあるレーニア山を由来とする。シアトルで一般的であったカップコーヒーを買って持ち歩くスタイルを日本でも広めようと開発され、1993年に発売された。チルドカップコーヒー市場では日本No.1の売上を誇る。
2023年、発売30周年を迎えるにあたりロゴデザインやパッケージデザインが見直され、ロゴは山を強調したものに、パッケージはこれまで共通で茶色と白の渦だったものが各商品に合わせた色に変更された。また、30周年を記念した商品として「カフェラッテ ハッピーアニバーサリーラテ～ショートケーキ風味～」が発売された。

## 騒動
2017年、森永側が「マウントレーニア」をシンガポールで商標登録しようとした際に、スターバックスが「マウントレーニアのロゴが自社のロゴに類似している」という理由でシンガポールで訴訟を起こした。結果は、「ロゴに同心円を使用するのは、スターバックスだけの特徴ではない」との理由でロゴの類似性が認められないという判決になった。

## 商品
現行商品については公式サイトを参照。
- カフェラッテ - リニューアル後、マーチャンダイジング・オンによる2022年6月の清涼飲料新製品売上ランキングで1位を獲得している[8]。また、2021年には動物をあしらった「深い癒やしパッケージ」が発売された[9][10]。このキャンペーンは2022年にも開催されている[11]。
- ソイラテ - 牛乳を使用していない豆乳のラテ[12]。
- TOKYOキャラメルラブストーリー - 雑誌『東京カレンダー』とのコラボ商品[13]。
- カカオミント - 2018年発売。その後、「復刻フレーバー総選挙」にて1位を獲得し、2023年6月に復刻販売される[14]。